# Lida von Wedell
Lida Louisa Franziska barones von Wedell-Weimann (New York, 19 april 1887 - Den Haag, 9 november 1975) was een Nederlandse schilderes en tekenares van Amerikaans-Duits-Franse komaf, vooral bekend door haar boekomslagen en -illustraties.
De vader van Lida Weimann was hoofdredacteur van het Deutsches Journal in New York. Op 23-jarige leeftijd trouwde zij met de zeven jaar oudere Duitse journalist en advocaat en latere spion Hans Adam baron von Wedell. Ze begon met het tekenen van toneelfiguren in Duitse kranten in New York en spoedig ook voor Engelstalige tijdschriften als The World en The Sun.
In 1914 was Lida von Wedell betrokken bij een paspoortfraudezaak. Haar man voorzag Duitse reservisten die in Amerika verbleven van valse paspoorten, zodat zij naar Duitsland konden reizen om zich aan te melden voor het leger. Lida von Wedell fungeerde hierbij als koerier. Haar contactpersoon was de militair attaché bij de Duitse ambassade in Washington D.C., de latere rijkskanselier Franz von Papen. Hans von Wedell reisde zelf in januari 1915 met een Mexicaans paspoort onder de naam Rosato Sprio op de SS Bergensfjord richting Europa en kwam vermoedelijk op 13 januari 1915 om het leven toen het schip voor Tory Island in een storm terechtkwam en zonk.
Lida von Wedell studeerde na de Eerste Wereldoorlog in München aan de kunstacademie en maakte in de jaren '20 tekeningen van diverse prominenten uit de wereld van het toneel en cabaret. In München leerde ze de latere nationaalsocialistische uitgever Robert Goddard kennen, met wie ze zich in 1926 in Den Haag vestigde. Vanaf 1935 woonde ze bij hem in.
In Nederland ontwierp Lida von Wedell tal van boekomslagen en uitgeversvignetten en illustreerde ze vele boeken, meestal voor de uitgeverij van haar man. Een schrijver van wie ze veel boeken illustreerde was Jan Walch. 

## Publicaties (selectie)
- 1926 Joh.W. Broedelet: Tien tooneel-portretten (uitgeverij Boek en Periodiek, R.J. Goddard, Den Haag)
- 1927 D. Hans: Prinses Juliana (uitgeverij Boek en Periodiek, R.J. Goddard, Den Haag)
- 1929 Jan Walch: Bar Abbas. Hoofdstukken uit de geschiedenis der menschheid na Christus (uitgeverij Boek en Periodiek, R.J. Goddard, Den Haag)